# Блоа сир Сеј
Блоа сир Сеј (фр. Blois-sur-Seille) насеље је и општина у источној Француској у региону Франш-Конте, у департману Јура која припада префектури Лон ле Соније.
По подацима из 2011. године у општини је живело 107 становника, а густина насељености је износила 19,81 становника/km². Општина се простире на површини од 5,4 km². Налази се на средњој надморској висини од 350 метара (максималној 548 m, а минималној 285 m).

## Демографија
| 1962. | 1968. | 1975. | 1982. | 1990. | 1999. | 2011. |
| ----- | ----- | ----- | ----- | ----- | ----- | ----- |
| 87    | 100   | 89    | 82    | 79    | 82    | 107   |

График промене броја становника у току последњих година